# Прадлевес
Прадлевес (итал. Pradleves) је насеље у Италији у округу Кунео, региону Пијемонт.
Према процени из 2011. у насељу је живело 236 становника. Насеље се налази на надморској висини од 810 м.

## Становништво
Према резултатима пописа становништва 2011. у општини је живело 272 становника.
| 1931. | 1936. | 1951. | 1961. | 1971. | 1981. | 1991. | 2001. | 2011. |
| ----- | ----- | ----- | ----- | ----- | ----- | ----- | ----- | ----- |
| 1.000 | 1.002 | 804   | 700   | 514   | 422   | 348   | 317   | 272   |